# Route nationale 56
La route nationale 56 (RN 56 o N 56) è stata una strada nazionale francese che partiva da Macheren e terminava a Sarralbe. Oggi è stata declassata a D656.

## Storia
Nel 1813 questa strada fu classificata dipartimentale (con numero 1 e denominazione da Metz a Strasburgo), nel 1821 divenne strada reale numero 75bis, mentre nel 1824 assunse la denominazione di N56.

## Percorso
L’intersezione con la N3 era compresa fra Saint-Avold e Macheren. Viaggiando verso sud-est serviva paesi come Barst e Puttelange-aux-Lacs, quindi finiva a Sarralbe innestandosi sull’ex N61, oggi declassata a sua volta a D661.